# Andrena eremnophila
Andrena eremnophila är en biart som beskrevs av Thorp och Laberge 2005. Andrena eremnophila ingår i släktet sandbin, och familjen grävbin. Inga underarter finns listade i Catalogue of Life.